# Херман Гомес
Херман Гомес Гомес (ісп. Germán Gómez Gómez, 5 січня 1914, Сантандер — 22 березня 2004, Мадрид) — іспанський футболіст, що грав на позиції півзахисника за «Расінг» та «Атлетіко Авіасьйон», а також за національну збірну Іспанії.
По завершенні ігрової кар'єри — тренер.

## Клубна кар'єра
У дорослому футболі дебютував 1934 року виступами за команду «Расінг», в якій провів два сезони, взявши участь у 38 матчах чемпіонату. 
Після завершення громадянської війни в Іспанії 1939 року поновив виступи на футбольному полі, ставши гравцем столичного «Атлетіко Авіасьйон». У перших двох сезонах після відновлення футбольних змагань допомагав «матрасникам» вигравати першість Іспанії.
1948 року повернувся до «Расінга», за який відіграв заключні 2 сезони своєї кар'єри.

## Виступи за збірну
1941 року дебютував в офіційних матчах у складі національної збірної Іспанії.
Загалом протягом п'ятирічної кар'єри в національній команді провів у її формі 6 матчів.

## Кар'єра тренера
Розпочав тренерську кар'єру невдовзі по завершенні кар'єри гравця, 1952 року, очоливши тренерський штаб клубу «Торрелавега», в якому пропрацював протягом року.
Помер 22 березня 2004 року на 91-му році життя в Мадриді.

## Титули і досягнення
- Чемпіон Іспанії (2):

«Атлетіко Авіасьйон»: 1939-1940, 1940-1941